# نهائي كأس آسيا تحت 23 سنة 2022
نهائي كأس آسيا 2022 تحت 23 سنة هي مباراة كرة قدم أقيمت في 19 يونيو 2022 على ملعب ملي في طشقند، أوزبكستان لتحديد الفائزين في كأس آسيا تحت 23 سنة لكرة القدم 2022. وجمعت المباراة أوزبكستان المضيفة بالسعودية.
أصبح المنتخب السعودي خامس فريق مختلف يفوز بالبطولة بعد فوزه على منتخب أوزبكستان المضيف 2–0 وتتويجه للمرة الأولى في تاريخه.

## الطريق إلى النهائي
| م | الفريق        | لعب | نقاط |
| - | ------------- | --- | ---- |
| 1 | أوزبكستان (H) | 3   | 7    |
| 2 | تركمانستان    | 3   | 4    |
| 3 | إيران         | 3   | 2    |
| 4 | قطر           | 3   | 2    |

| م | الفريق                   | لعب | نقاط |
| - | ------------------------ | --- | ---- |
| 1 | السعودية                 | 3   | 7    |
| 2 | اليابان                  | 3   | 7    |
| 3 | الإمارات العربية المتحدة | 3   | 3    |
| 4 | طاجيكستان                | 3   | 0    |

## أنظر أيضًا
كأس آسيا تحت 23 سنة لكرة القدم 2022